# لشکر ۱ پیاده (عراق)
لشکر ۱ پیاده عراق (انگلیسی: 1st Division) لشکر پیاده‌نظام موتوریزه زیرمجموعه نیروی زمینی عراق است، که در سال ۱۹۴۱ تأسیس شد. این لشکر از یگان‌های فعال در خلال جنگ ایران و عراق بود، از نخستین یگان‌هایی محسوب می‌شد که اقدام به ورود به خاک ایران نمود و در عملیات فتح‌المبین و نبرد دوم فاو نیز به‌عنوان یگان عمل‌کننده حضور داشت. ستاد فرماندهی و پادگان لشکر ۱ پیاده در شهر فلوجه قرار دارد.

## تاریخچه
در ابتدا لشکر اول یکی از چهار لشکر اولیه نیروی زمینی عراق بود که تا سال ۱۹۴۱ فعال بود. بعداً به لشکر اول مکانیزه تبدیل شد و در سال ۱۹۷۸، طبق گزارش‌های وابسته نظامی بریتانیا در بغداد، بخشی از سپاه سوم را تشکیل داد و در دیوانیه مستقر بود و تیپ‌های اول (دیوانیه)، ۳۴ (ناصریه) و ۲۷ (کوت) در آن قرار داشتند. این لشکر در جنگ ایران و عراق، از جمله عملیات فتح‌المبین که در آن لشکر ۱ پیاده متحمل خسارات سنگینی شد، و در نبرد دوم فاو جنگید.
این لشکر در طول جنگ خلیج فارس در سال ۱۹۹۱ در کویت مستقر بود، در نبرد خفجی جنگید و در دهه ۱۹۹۰ فعال بود. در آغاز حمله به عراق در سال ۲۰۰۳، این لشکر بخشی از سپاه پنجم در منطقه موصل مستقر بود که از تیپ‌های مکانیزه ۱ و ۲۷ و تیپ ۳۴ زرهی تشکیل شده بود. این لشکر در ماه مه ۲۰۰۳ با دستور شماره ۲ حکومت موقت ائتلاف، به همراه بقیه نیروهای زمینی عراق منحل شد.
این لشکر در حدود سال‌های ۲۰۰۵ تا ۲۰۰۷ با بقیه نیروهای زمینی عراق سازماندهی مجدد شد. لشکر اول در ابتدا از گردان‌های نیروی مداخله عراق تشکیل شده بود.
«ایاد علاوی، نخست‌وزیر دولت موقت عراق، در یک کنفرانس خبری در بغداد در ۲۰ ژوئن ۲۰۰۴، تغییرات سازمانی نیروهای امنیتی کشور و همچنین طرحی برای مقابله با دشمنان عراق را اعلام کرد. علاوی پیش‌بینی می‌کند که نیروهای مداخله سریع عراق، عناصر خرابکار، «به ویژه کسانی که تصمیم گرفته‌اند پشت عراقی‌های بی‌گناه در شهرها و روستاهای ما پنهان شوند» را خنثی کنند.»
به عنوان اولین دستور وزارت دفاع جدید عراق، نیروهای مداخله تمام عراقی در ۲۸ ژوئن ۲۰۰۴ گشت‌زنی در خیابان‌های بغداد را آغاز کردند.»
دو گردان از نیروهای مداخله عراق بین سپتامبر و دسامبر ۲۰۰۴ عملیات‌هایی را در نجف انجام دادند. همین دو گردان به همراه یک گردان دیگر از نیروی مداخله عراق، به همراه سایر واحدهای عراقی، اندکی پس از آن در نبرد دوم فلوجه حضور داشتند. اولین افزایش قابل توجه نیروها برای نیروهای مداخله عراق در سال ۲۰۰۵، فارغ‌التحصیلی ۶۷۰ افسر از پایگاه آموزشی نظامی تاجی در ۱۸ ژانویه ۲۰۰۵ بود. وزارت امور خارجه عراق ادعا کرد که گردان‌های نیروی مداخله عراق تا گزارش هفتگی وضعیت عراق برای ۱۲ ژانویه ۲۰۰۵، ۹۱۵۹ نفر نیرو داشته است.
تا ژانویه ۲۰۰۵، گردان‌های نیروی مداخله عراق دوازده گردان از ۲۷ گردان ارتش را تشکیل می‌داد و این نیروها در لشکر اول ادغام شدند.
به گفته سرگرد گری شرکنگوست، یک گردان از تیپ ۴ لشکر اول، ۲۰۰۵–۲۰۰۶: "تیپ اول (گردان‌های نیروی مداخله عراق) به عنوان "نخبه" نیروهای زمینی عراق در نظر گرفته می‌شد و به همین ترتیب، مانند یک تیپ پشتیبانی در سراسر کشور مستقر بود. از ۲۰۰۵ تا ۲۰۰۶، بیشتر گردان‌های آن در داخل و اطراف رمادی یا در مرز سوریه مستقر بودند. تیپ سوم در حبانیه و تیپ‌های دوم و چهارم در داخل یا اطراف فلوجه مستقر بودند. تیپ چهارم یک تیپ موتوریزه بود و عمدتاً منطقه شرق فلوجه تا ابوغریب را در اختیار داشت."
این لشکر در ۱۵ فوریه ۲۰۰۷ به ستاد فرماندهی نیروی زمینی عراق منتقل شد. در بیانیه فوریه ۲۰۰۷ آمده است که این لشکر در حبانیه، الانبار مستقر است و از بغداد تا رمادی فعالیت می‌کند. هر چهار تیپ این لشکر در این دوره زمانی، عملیاتی بودند. در سال ۲۰۰۸، یک تیپ از این لشکر در نبرد ۲۰۰۸ بصره شرکت کرد که رسماً «عملیات شوالیه‌ها» نامگذاری شد. از سپتامبر ۲۰۰۸، فرماندهی این لشکر بر عهده سرتیپ عادل عباس بود.
تیپ چهارم این لشکر قبلاً از آوریل ۲۰۰۹ با تیپ ۳۴ پیشمرگه و اسکادران اول، هنگ ۱۴ سواره‌نظام، ارتش ایالات متحده همکاری می‌کرد. این لشکر از ژانویه ۲۰۱۰ تیپ‌هایی در موصل و شمال دیاله داشت.
در ژوئن ۲۰۱۴، شبه‌نظامیان دولت اسلامی عراق و سوریه (داعش) به بخش‌هایی از شمال عراق حمله کردند. در این جریان، گزارش شد که دو تیپ از لشکر اول در جریان این حمله از بین رفته‌اند. میچل پروترو از ستاد خارجی مک‌کلاچی در ۱۴ ژوئیه ۲۰۱۴ گزارش داد که «لشکر اول نیز اساساً از بین رفته است و دو تیپ را در استان انبار در اوایل سال از دست داده است، سپس دو تیپ دیگر در جریان حمله ماه گذشته داعش، از جمله یک تیپ که به گفته یک سیاستمدار ارشد عراقی در استان دیاله در شمال شرقی بغداد «نابود» شده است.»
گزارش دیگری می‌گوید که تیپ چهارم در ژوئن ۲۰۱۴ نابود شد. اما این تیپ در اکتبر ۲۰۱۴ در دویلیبه، جنوب بغداد، در فهرست لشکر ۱۰ پیاده نیز قرار داشت.
این لشکر اکنون در کنار لشکر ۷ پیاده، بخشی از فرماندهی عملیات انبار است.